# 33486 Edreynolds
33486 Edreynolds este o planetă minoră (asteroid), cu un diametru de 3,53 km, din centura de asteroizi. A fost descoperită pe 10 aprilie 1999 la Stația Anderson Mesa de Lowell Observatory Near-Earth-Object Search. 
Obiectul prezintă o orbită caracterizată de o semiaxă mare de 2,4402232 UAi, o excentricitate de 0,07, o înclinație de 7,8318 ° în raport cu ecliptica.